# National Thermal Power Corporation
National Thermal Power Corporation (NTPC) ist ein Unternehmen aus Indien mit Firmensitz in Delhi. Das Unternehmen ist im Aktienindex BSE Sensex gelistet.
NTPC ist ein staatliches Unternehmen, dessen Hauptanteile im Besitz der indischen Regierung sind. Gegenwärtig (Stand: 2013) hält die indische Regierung 75,0 Prozent an NTPC. NTPC gehört nach Marktkapitalisierung zu den fünf größten Unternehmen in Indien.
Das Unternehmen baut und betreibt Kraftwerke und ist als Energieanbieter in Indien tätig. NTPC wurde 1975 gegründet.
2013 beschäftigte das Unternehmen rund 23.860 Mitarbeiter.

## Energiekapazitäten

### Eigentum von NTPC
- 14 Kohlekraftwerke 21.395 MW
- 7 Gas- und Ölkraftwerke 3.955 MW
- Total 25,350 MW

### Eigentum vonJVC
- 3 Kohlekraftwerke von JVC 314* MW (* Kraftwerk unter JVC mit SAIL)

### Gesamt
- 26.404 MW

### Kohlewerke
Total 21.395 MW
| #  | Kraftwerk      | Indischer Bundesstaat | Kapazität (MW) |
| -- | -------------- | --------------------- | -------------- |
| 1  | Singrauli      | Uttar Pradesh         | 2.000          |
| 2  | Korba          | Chhattisgarh          | 2.100          |
| 3  | Ramagundam     | Andhra Pradesh        | 2.600          |
| 4  | Farakka        | Westbengalen          | 1.600          |
| 5  | Vindhyachal    | Madhya Pradesh        | 2.760          |
| 6  | Rihand         | Uttar Pradesh         | 2.000          |
| 7  | Kahalgaon      | Bihar                 | 840            |
| 8  | NCTPP Dadri    | Uttar Pradesh         | 840            |
| 9  | Talcher Kaniha | Orissa                | 3.000          |
| 10 | Unchahar       | Uttar Pradesh         | 1.050          |
| 11 | Talcher Angul  | Orissa                | 460            |
| 12 | Simhadri       | Andhra Pradesh        | 1.000          |
| 13 | Tanda          | Uttar Pradesh         | 440            |
| 14 | Badarpur       | Delhi                 | 705            |

### Gas/Ölkraftwerke
Total 3.955 MW
| #  | Kraftwerk      | Indischer Bundesstaat | Kapazität(MW) |
| -- | -------------- | --------------------- | ------------- |
| 15 | Anta           | Rajasthan             | 413           |
| 16 | Auraiya        | Uttar Pradesh         | 652           |
| 17 | Kawas          | Gujarat               | 645           |
| 18 | Dadri          | Uttar Pradesh         | 817           |
| 19 | Jhanor-Gandhar | Gujarat               | 648           |
| 20 | Kayamkulam     | Kerala                | 350           |
| 21 | Faridabad      | Haryana               | 430           |

### Kraftwerke unterJVmitSAILundGAIL
Total 1.054 MW
| #  | Kraftwerk                         | Indischer Bundesstaat | Kapazität(MW) |
| -- | --------------------------------- | --------------------- | ------------- |
| 22 | Durgapur                          | Westbengalen          | 120           |
| 23 | Rourkela                          | Orissa                | 120           |
| 24 | Bhilai                            | Chhattisgarh          | 74            |
| 25 | Ratnagiri Gas Power Plant Limited | Maharashtra           | 740           |